# Isle of Westerhouse
Isle of Westerhouse är en obebodd ö i kommunen Shetlandsöarna, Skottland. Ön är belägen 2 km från Hillswick.